# Acacia cuneifolia
Acacia cuneifolia är en ärtväxtart som beskrevs av Bruce R. Maslin. Acacia cuneifolia ingår i släktet akacior, och familjen ärtväxter. Inga underarter finns listade i Catalogue of Life.